# Emilija Podrug
Emilija Podrug est une joueuse croate de basket-ball née le 20 décembre 1979 à Split.

## Biographie
Engagée pour avec Nantes-Rezé Basket 44 pour la saison 2010-2011 de la Ligue féminine de basket, elle remplace le pivot Bernadette N'Goyisa, blessée, dans un registre plus polyvalent, mais moins à l'aise dos au panier. Son ancienne coéquipière à Mondeville Caroline Aubert dit qu'« elle est bourrée de talent. C'est l'une des joueuses avec qui j'ai joué qui a le plus de qualités sur le plan offensif. Elle joue au basket avec beaucoup de feeling. Elle a un jeu atypique. Elle a la vision du jeu d'une meneuse avec des gestes peu ordinaires...».
Vainqueur du Challenge Round 2011 avec Nantes, elle s'engage pour la saison LFB 2012 avec Challes-les-Eaux.
Après l'arrêt du haut niveau par Challes, elle fait partie de la seconde vague de joueuses à intégrer Lyon, en août 2012. Malgré une victoire au Challenge round et une qualification sportive pour l'Eurocoupe 2014-2015, Lyon est menacé d'être rétrogradé en Ligue 2 pour raisons financières, ce qui entraîne le départ d'Emilija Podrug.
Elle signe son retour avec Nantes où son nouveau coach Emmanuel Cœuret déclare enthousiaste : « C’est un gros plus de signer une joueuse de son calibre. Emilija a laissé un sacré souvenir à Nantes, j’ai pu le mesurer depuis que je suis ici. C’est une superbe joueuse d’attaque, créative, très bonne dans le passing game. Elle connaît la boutique, elle a presque son rond de serviette ici. C’est un sacré avantage pour l’intégration. Je suis vraiment très content de pouvoir la compter parmi nous et je pèse mes mots. »
Avec Nantes en 2014-2015, elle inscrit 11,8 points et 7,7 rebonds en Ligue ainsi 15,3 points et 6,5 rebonds en Eurocoupe, ce qui décide Villeneuve-d'Ascq à la signer à l'été 2015 pour succéder à Ann Wauters en Euroligue. Elle n'y aura qu'un rôle plus limité (4,6 points et 2,9 rebonds en LFB mais aussi 3,3 points et 2,3 rebonds en Euroligue puis 4 points et 1,5 rebond en Eurocoupe) et décide de se relancer la saison suivante en Ligue 2 à Toulouse.

## Clubs
- 2004-2005:  Club Atletico Faenza Pallacanestro
- 2005-2006:  USO Mondeville
- 2006-2007:  ASD Basket Parme
- 2007-2008:  MiZo Pécs
- Sept. 2008-Jan. 2009:  Lotos Gdynia
- Sept. 2009-Jan. 2010:  Lotos Gdynia
- Jan.-Juin 2010:  Perfumerias Avenida Salamanque
- 2010-2011:  Nantes-Rezé Basket 44
- 2011-2012:  Challes-les-Eaux
- 2012-2014 :  Lyon
- 2014-2015 :  Nantes-Rezé Basket 44
- 2015-2016 :  Entente Sportive Basket de Villeneuve-d'Ascq - Lille Métropole
- 2016- :  Toulouse Métropole Basket

## Palmarès
- Vainqueur du Challenge Round 2011
- Vainqueur du Challenge Round 2014[10]
- Finaliste de l'Eurocoupe : 2016[11].